# Синій автомобіль
«Синий автомобиль» — одноактова моновистава Олексія Вертинського, поставлена в Київському Молодому театрі режисером Ігорем Славинським за однойменною п'єсою Ярослава Стельмаха.
Прем'єра відбулася 13 травня 1998 року на камерній сцені Молодого театру. Станом на жовтень 2023 року вистава знаходиться в актуальному репертуарі театру.

## Сюжет
В основі моновистави — сповідь Автора про непросту долю творчої людини. Монолог відбувається на тлі пошуку нової теми для чергового твору.
Письменник працює над абсолютно новим, оригінальним твором, і створення сюжету відбувається прямо під час монологу, місцями фантазія заводить у глухий парадоксальний кут, у результаті з'являються ще більш заплутані сюжетні лінії. Поряд з письменницьким досвідом до майбутнього сюжету вплітаються й особисті життєві спогади. Синій автомобіль — яскравий епізод з дитинства.

## Дійові особи та виконавці
- Письменник «А» — Олексій Вертинський

## Творчий склад
- Автор — Ярослав Стельмах (п'єса «Синій автомобіль»)
- Режисер-постановник — Ігор Славинський
- Сценографія — Ігор Славинський
- Балетмейстер — Анжела Борисова
- Музичне оформлення (платівка) — «Реквієм» Ендрю Ллойда Веббера

## Хронологія вистави
- 1998, 13 травня — Прем'єра вистави
- 2008, 13 травня — 10-річчя вистави[4]
- 2018, 13 травня — До 20-річчя вистави на ютуб-каналі «Театральна риболовля» вийшов міні-серіал з п'яти епізодів «Синій автомобіль. 20 років по тому»[5]
- 2023, 30 травня — 25 років та 300-й показ вистави[6]
- 2023 — Вистава в актуальному репертуарі Київського національного академічного Молодого театру[2]

## Історія
Від задуму до постановки вистави минуло три роки, як режисер Ігор Славинський домігся свого — втілив постановку у життя. В одному з інтерв'ю Олексій Вертинський згадував, що постановка п'єси Ярослава Стельмаха була своєрідною угодою щодо фінансування міністерством постановки «Трагедії Гамлета, принца датського» Станіслава Мойсеєва (прем'єра відбулася 2000 року).
П'єсу режисерові показав актор Київського театр ім. Івана Франка Валентин Троцюк, якому кортіло її зіграти. По погодженню постановки на сцені Молодого театру, в чергу на роль було призначено актора Олексія Вертинського, який на той момент репетирував свою першу виставу у цьому театрі (Сганарель у постановці мольєрівського «Дона Жунана», реж. Станіслав Моїсеєв). Репетиції із Валентином Троцюком тривали майже весь постановчий період, проте за тиждень до самої прем'єри він пішов у запій, після чого у теоміновому порядку до роботи був залучений Олексій Вертинський, який і вийшов у прем'єрі, й по тому грав беззмінно всі покази.
Через роки в інтерв'ю Олексій Вертинський згадує, що спочатку був категорично проти постановки цієї п'єси, вона йому здавалася «переробкою задорнівських фейлетонів», про що говорив і драматургу і художньому керівнику театру Станіславу Мойсеєву. Передпрем'єрне відчуття актора формулювалося: «година ганьби — і повернуся до свого колишнього життя». Однак реакція глядачів була зовсім іншою.
На здачу вистави прийшов автор Ярослав Стельмах, який відверто був здивований відсутністю запропонованого у п'єсі антуражу місця дії. Проте, по перегляду, добре сприйняв виставу.
Прем'єра відбулася на глядацьку залу, що складається з творчої еліти Києва (Богдан Ступка, Сергія Данченко та багато інших). Для Вертинського це стало серйозним іспитом, оскільки на той момент у київському театральному світі за його плечима була лише роль Сганареля. Буквально з перших миттєвостей зал спершу завмер, потім пролунав регіт, а до фіналу глядач плакав разом із головним героєм. За спогадами актора на кульмінаційний момент у фіналі вистави він бачив у залі хустинки — ознака того, що виконання торкнулося глядача. Розуміння твору до Вертинського прийшло набагато пізніше, коли переосмислив його через призму життя драматурга — Стельмах писав п'єсу про своє життя, в ній його близькі, його внутрішні переживання та біль. Актор зізнався, що вистава залишається йому загадкою і через роки.
Лояльною до вистави виявилася й критика. Театральна критикиня Алла Підлужна відмічає «режисер постановки Ігор Славінський щільно переплів режисерську ідею із власним художнім оформленням. Вони, ідея та сценографія, лаконічні та виразні. Акт творчості як нове народження. Все, як вперше, із чистого листа. Письменник народжується і вмирає з кожним своїм витвором». Відгук у польському виданні зазначав, що «Український актор Олекса Вертинський проживає життя героя п'єси Яр. Стельмаха як своє власнє. Артист майстерно і тонко переходить від стрімкості першої половини п'єси, сповненої сплесків гумору та парадоксів до трагічних нот, змушуючи зал завмерти після вибухів сміху».
Вистава отримала широку гастрольну та фестивальну географію. До шорт-листу номінації «Краща чоловіча роль» премії України в галузі театрального мистецтва «Київська пектораль» за 1998 рік, окрім лауреата Олексія Вертинського, увійшли Олександр Гетьманський (роль Стенлі у виставі «Єлисейські поля в Нью-Орлеані», театр «Браво») та Олександр Ігнатуша (роль Галушки у виставі «У степах України», Театр на Подолі). Збір нагород продовжився і після десятка років по прем'єрі. Траплялися й казуси, коли глядачі у Самарі залишали глядацьку залу через те, що не були попереджені, що вистава виконується українською мовою.
У більш пізніх оцінках актора, режисер та художній керівник Київського Молодого театру Станіслав Мойсеєв відмічав: «Мені хотілося б сприймати його <Олексія Вертинського> як актора, який грає в «Дяді Вані» і в «Синьому автомобілі», коли його комізм і трагізм поєднується в єдине ціле. Мені так цікавіше. Так глибше…».

## Визнання і нагороди
- 1999 — Премія «Київська пектораль» — лауреат у номінації «Краща чоловіча роль»[16][17]
- «Фестиваль сучасної драматургії» (Одеса) — Гран-прі за найкраще виконання чоловічої ролі
- Срібна медаль Академії мистецтв України
- Фестиваль «Зірка» (Рига, Латвія) — Гран-прі
- Фестиваль «Армонно» (Єреван, Вірменія) — Гран-прі
- Фестиваль «Вроцлавські театральні зустрічі» (Вроцлав, Польща) — Гран-прі
- Диплом семінару «П'єса для театру у просторі 3-го тисячоліття» (Мінськ, Білорусь)
- Фестиваль «Слов'янські зустрічі» (Брянськ, Росія) — Спеціальний приз
- 2005, травень — Міжнародний фестиваль в Латвії — Гран-прі[13]
- 2006 — XXXIX Міжнародний фестиваль моновистав (Вроцлав, Польща) — Гран-прі[13]
- 2016, 27 травня — Фестиваль «Сцена людства» (м. Черкаси)[18]